# 花叶丁香
花叶丁香（学名：Syringa × persica），为木犀科丁香属下的一个植物变种变型。